# Rosa Maria Villecco
Rosa Maria Villecco Calipari (Cosenza, 24 novembre 1958) è una politica italiana.

## Biografia
È la vedova dell'agente del SISMI Nicola Calipari, ucciso il 4 marzo 2005 durante la liberazione dal sequestro della giornalista Giuliana Sgrena.
Alle elezioni politiche del 2006 accetta la candidatura al Senato della Repubblica per le liste dei Democratici di Sinistra in Calabria. Diventa senatrice, membro della commissione Difesa, della Delegazione italiana all'Assemblea parlamentare della organizzazione per la sicurezza e la cooperazione in Europa (OSCE) e della Commissione parlamentare d'inchiesta sul fenomeno della criminalità organizzata mafiosa o similare.
Partecipa alla costituzione del Partito Democratico, nominata nell'agosto 2007 come presidente del comitato regionale calabrese a sostegno della candidatura di Walter Veltroni alle elezioni primarie per la segreteria del partito.
Viene nominata responsabile per le pari opportunità e i diritti civili nella Segreteria nazionale PD dal segretario Walter Veltroni.
Alle elezioni politiche del 2008 viene candidata al secondo posto nella lista del PD calabrese alla Camera dei deputati, passando da Palazzo Madama a Montecitorio con il ruolo di vice capogruppo PD alla Camera.
Alle elezioni politiche del 2013 è candidata ed eletta alla Camera dei deputati in sesta posizione nella lista PD della circoscrizione Lombardia 3. Il 5 giugno entra a far parte del Copasir, che inizia la sua attività il giorno seguente.